# Polvorín Fútbol Club
El Polvorín Fútbol Club es un club de fútbol español de la ciudad de Lugo (Galicia). Fue fundado en 1991 y desde 2015 es el equipo filial del Club Deportivo Lugo. Actualmente compite en la Tercera División RFEF, la quinta categoría del fútbol masculino profesional español.

## Denominación
Su denominación anterior fue Sociedade Deportiva Cultural Polvorín. Lleva su nombre en honor del Club Deportivo Polvorín, equipo que en 1953 se unió con la Sociedad Gimnástica Lucense para fundar al Club Deportivo Lugo. 

## Historia
La Sociedad Deportiva Cultural Polvorín fue fundada en 1991, participando siempre a nivel regional. Alternando entre Primera Galicia y Segunda Galicia. 
El 13 de agosto de 2015 el club se convierte en filial del Club Deportivo Lugo integrándose el primer equipo, con el nombre actual, en parte de la estructura del club rojiblanco.

## Trayectoria histórica

### Como club independiente
| Temporada | Nivel | División     | Posición |
| --------- | ----- | ------------ | -------- |
| 1993/94   | 7     | 2.ª Regional | 10.º     |
| 1994/95   | 7     | 2.ª Regional | 1.º      |
| 1995/96   | 6     | 1.ª Regional | 17.º     |
| 1996/97   | 7     | 2.ª Regional | 7.º      |
| 1997/98   | 7     | 2.ª Regional | 7.º      |
| 1998/99   | 7     | 2.ª Regional | 2.º      |
| 1999/00   | 6     | 1.ª Regional | 11.º     |
| 2000/01   | 6     | 1.ª Regional | 16.º     |
| 2001/02   | 7     | 2.ª Regional | 8.º      |
| 2002/03   | 7     | 2.ª Regional | 5.º      |
| 2003/04   | 7     | 2.ª Regional | 2.º      |

| Temporada | Nivel | División       | Posición |
| --------- | ----- | -------------- | -------- |
| 2004/05   | 7     | 2.ª Regional   | 2.º      |
| 2005/06   | 6     | 1.ª Regional   | 6.º      |
| 2006/07   | 6     | 1.ª Regional   | 12.º     |
| 2007/08   | 6     | 1.ª Regional   | 11.º     |
| 2008/09   | 6     | 1.ª Regional   | 17.º     |
| 2009/10   | 7     | 2.ª Autonómica | 4.º      |
| 2010/11   | 7     | 2.ª Autonómica | 8.º      |
| 2011/12   | 7     | 2.ª Autonómica | 1.º      |
| 2012/13   | 6     | 1.ª Autonómica | 11.º     |
| 2013/14   | 6     | 1.ª Autonómica | 16.º     |
| 2014/15   | 6     | 1.ª Autonómica | 13.º     |

### Como filial del CD Lugo
| Posición | Nivel | División           | Posición |
| -------- | ----- | ------------------ | -------- |
| 2015/16  | 6     | 1.ª Autonómica     | 2.º      |
| 2016/17  | 5     | Preferente Galicia | 4.º      |
| 2017/18  | 5     | Preferente Galicia | 1.º      |
| 2018/19  | 4     | Tercera División   | 10.º     |
| 2019/20  | 4     | Tercera División   | 9.º      |
| 2020/21  | 4     | Tercera División   | 4.º      |
| 2023/24  | 5     | Tercera RFEF       |          |